# Bisetocreagris indochinensis
Espèce
Synonymes
- Microcreagris indochinensis Redikorzev, 1938

Bisetocreagris indochinensis est une espèce de pseudoscorpions de la famille des Neobisiidae.

## Distribution
Cette espèce se rencontre au Viêt Nam, en Thaïlande et en Chine.

## Systématique et taxinomie
Cette espèce a été décrite sous le protonyme Microcreagris indochinensis par Redikorzev en 1938. Elle est placée dans le genre Bisetocreagris par Schawaller en 1994.

## Étymologie
Son nom d'espèce, composé de indochin[e] et du suffixe latin -ensis, « qui vit dans, qui habite », lui a été donné en référence au lieu de sa découverte, l'Indochine française.

## Publication originale
- Redikorzev, 1938 : Les pseudoscorpions de l'Indochine française recueillis par M.C. Dawydoff. Mémoires du Muséum National d'Histoire Naturelle, Paris, vol. 10, p. 69-116.